# Elektrotechnische Zeitschrift
Elektrotechnische Zeitschrift (ETZ) war eine ab 1880 vom Elektrotechnischen Verein in Berlin herausgegebene und zunächst monatlich, später wöchentlich, erscheinende Fachzeitschrift zum damals jungen Thema Elektrotechnik, zusätzlich genannt: „Centralblatt für Elektrotechnik“, eine zuvor in München veröffentlichte Vorgängerin, die in ihr aufging.

## Geschichte

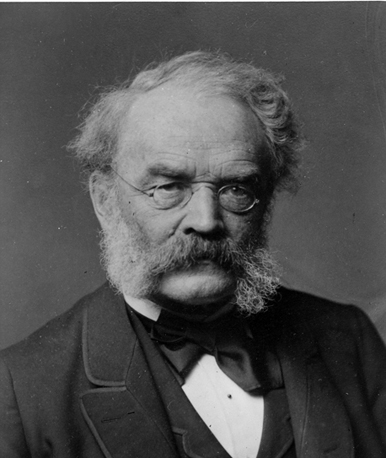
Werner Siemens (um 1885)

Abbildung der „Enigma“ von Arthur Scherbius (ETZ 1923, Seite 1035).

Sie erschien zum ersten Mal im Januar 1880, nur wenige Tage nach der am 20. Dezember 1879 stattgefundenen konstituierenden Versammlung und noch vor der ersten ordentlichen Vereinssitzung am 27. Januar 1880, als „Organ des Elektrotechnischen Vereins“ und als „eins der Mittel, durch welche der neue Verein seine Aufgaben zu lösen gedenkt“.
Während das erste Heft sich im Wesentlichen mit der Vereinsgründung selbst befasste, aber auch schon erste Abhandlungen zur Elektrotechnik enthielt, darunter ein Artikel Die Elektrizität im Dienste des Lebens von Werner Siemens (damals noch ohne „von“), behandelten alle folgenden Hefte über viele Jahrzehnte die breite Palette der Elektrotechnik und deren rasante  Weiterentwicklung im 19. und im 20. Jahrhundert.
Im zweiten Heft vom Februar 1880 wurde unter anderem Siemens’ Vortrag Über die dynamoelektrische Maschine und deren Verwendung zum Betriebe von elektrischen Eisenbahnen wiedergegeben. Hierbei handelte es sich um seinen Elektromotor, den er als Antrieb für elektrische Eisenbahnen entwickelt hatte. Damit wurde seine Elektrolokomotive angetrieben, die auf der Berliner Gewerbeausstellung 1879 als Weltneuheit vorgeführt worden war und dort Besucher befördert hatte.
Im Jahr 1894 wurde der Namenszusatz der ETZ ergänzt und lautete ab dem XV. Jahrgang „Organ des Elektrotechnischen Vereins und des Verbandes Deutscher Elektrotechniker“.
Im November 1923 veröffentlichte der deutsche Erfinder Arthur Scherbius in der ETZ ein frühes Modell seiner Rotor-Chiffriermaschine, auch genannt die „Handelsmaschine“ (Bild), aus der die „Enigma I“ (sprich: „Enigma eins“) entstand, die später in Stückzahlen von mehreren Zehntausend von der deutschen Wehrmacht eingesetzt wurde.
Unmittelbar nach dem Zweiten Weltkrieg fielen die Jahrgänge 67 (1946) und 68 (1947) aus. Ab 1948 erschien die ETZ wieder und trug zwei Jahre lang den Zusatz „Zeitschrift des Verbandes Deutscher Elektrotechniker, britische Zone, und der elektrotechnischen Vereine der amerikanischen Zone“.
Die Elektrotechnische Zeitschrift erschien letztmals im Jahr 1995. Der 116. Jahrgang war der letzte dieser traditions- und einflussreichen Fachzeitschrift, die zweifellos viele wertvolle Beiträge zu unserem heutigen Wissensschatz geliefert hat.